# Российский государственный исторический архив
Росси́йский госуда́рственный истори́ческий архи́в (сокр. РГИА) — федеральный государственный архив Российской Федерации, особо ценный объект наследия народов Российской Федерации, крупнейший исторический архив Европы и один из крупнейших архивов в мире. В архиве хранятся документы высших и центральных органов государственной власти и управления Российской империи преимущественно с конца XVIII — начала XIX века по 1917 год, а также общественных организаций, учреждений и частных лиц дореволюционной России. Один из двух государственных архивов федерального уровня (вместе с РГА Военно-Морского флота), расположенных в Санкт-Петербурге.

## История
Архив был основан в 1925 году как Ленинградский центральный исторический архив, на базе Ленинградских отделений ЦЕНТРАРХИВА СССР, который в свою очередь был основан тремя годами раньше. В этих секциях материалы, в будущем сформировавшие РГИА, хранились во II (юридическом) отделении, секции народного хозяйства и др. В 1924 году эти материалы были на время перевезены в Москву, как часть так называемого Петроградского историко-революционного архива.
В 1929 году Ленинградский и Московский государственный исторический архивы были объединены в Центральный Исторический Архив СССР, в составе которого действовало Ленинградское отделение (ЛОЦИА), разделенное на 4 отделения: народного хозяйства, политики и права, культуры и быта и армии и флота, а в 1934 году на базе этих архивных отделений ЛОЦИА были созданы независимые архивы (Архив народного хозяйства, Архив внутренней политики, культуры и быта), позже с 1936 года ставшие центральными. В 1941 на их основе был создан Центральный государственный исторический архив Ленинграда (ЦГИАЛ), куда вошли фонды центральных учреждений Российской империи, а также Государственный исторический архив Ленинградской области (ГИАЛО; впоследствии — ЦГИА СПб), получивший фонды различных учреждений Санкт-Петербурга и Петербургской губернии дореволюционного периода.
В 1961 году ЦГИАЛ получил своё окончательное название до конца Советской эпохи — Центральный государственный исторический архив СССР. В ЦГИА СССР была передана часть фондов высших и центральных учреждений Российской империи, а также ряд фондов личного происхождения, хранившихся ранее в Центральном государственном историческом архиве Москвы (ЦГИАМ) и Центрального архива Древних актов (ЦГАДА).
В 1992 году архив получил своё прежнее название — Российский государственный исторический архив. В 1993 году был включен в Государственный свод особо ценных объектов культурного наследия народов Российской Федерации.
До 2006 года архив находился в здании Сената и Синода, но затем в связи с передачей этого здания Конституционному суду и Президентской библиотеке архив переехал в специально для него построенное новое здание.
С архивом связано громкое уголовное дело о краже нескольких тысяч старинных документов из его фондов антикваром Владимиром Файнбергом.

## Фонды

### Фонды объединений и учреждений
В настоящее время архив насчитывает более 6,5 миллионов единиц хранения, что делает его крупнейшим в Европе историческим архивом. В архиве 1368 фондов, из них: 1020 — фонды центральных и государственных учреждений Российской империи (конец XVIII-начало XX века), 337 — фонды личных материалов, 35 фондов — архивные коллекции и рукописные книги, 11 — фонды научно-технической документации.
В архиве хранятся фонды практически всех (за исключением таких как Военное министерство, Морское министерство, Министерство иностранных дел) высших государственных учреждений Российской империи с начала XIX века. Среди них материалы Государственного совета России (1810—1917), его департаментов, Главного комитета по крестьянскому делу, а также фонды первого в России законодательного выборного органа власти — Государственной думы Российской империи (1905—1917). В архиве располагаются фонды Совета министров Российской империи (1802—1917). В РГИА находится Полное собрание законов Российской империи, а также документы Кодификационного отдела Государственного совета и отделения свода законов Государственной канцелярии.
Одним из обширнейших является комплекс фондов из бывшего Архива Правительствующего Сената Российской империи (1711—1917). Часть материалов его учреждений, главным образом сенатских комиссий, существовавших до 1802 г., в разное время была передана в РГАДА, а фонд Особого присутствия по политическим делам — в ГА РФ. В то же время часть сенатских документов XIX в., ранее хранившихся в Москве, была затем передана в РГИА. В них отложились императорские именные указы, текущая переписка с губернаторами, материалы сенаторских ревизий отдельных губерний; уголовные, кассационные и апелляционные дела практически на все категории населения. Фонд одного из сенатских департаментов — Департамента Герольдии (1757—1917) и Коллекция жалованных грамот, дипломов и патентов на чины содержат значительный комплекс генеалогической документации со сведениями о пожаловании дворянского звания и титулов.
В архиве содержатся также документы по религиозной и культурной истории: материалы Святейшего Правительствующего Синода, архив Александро-Невской лавры, Смоленского православного кладбища, образовательные документы (Училищного совета, Учебного комитета и др.), документы по другим конфессиям (Греко-Католической, Евангелически-Лютеранской, Англиканской), многие из которых привезены с Украины, из Белоруссии и Литвы (с XV века до 1839 года); материалы Министерства внутренних дел, Юстиции, Торговли и промышленности, Почт и Телеграфов, Народного Просвещения, Финансов…
В РГИА хранятся все материалы Собственной Императорской канцелярии, за исключением переданных в ГАРФ фондов III отделения, а также материалы общественных, социально-политических и социально-экономических организаций: банков, пароходных компаний, железнодорожных, торговых и строительных объединений, Императорской Академии художества, Вольного экономического общества, Русского Технического, Исторического, Императорского Человеколюбивого и других обществ.

### Личные фонды
В РГИА хранятся личные фонды выдающихся государственных и общественных деятелей, ученых, мыслителей, изобретателей, композиторов, писателей, художников и других. Представлены личные материалы М. М. Сперанского, С. Ю. Витте, П. А. Столыпина, К. П. Победоносцева, ученого-востоковеда Василия Григорьева, историков М. И. Ростовцева, Б. В. Фармаковского, Н. М. Карамзина, М. П. Погодина, С. С. Татищева, нумизмата Б. В. Кёне, геральдиста В. К. Лукомского и других, а также авторские рисунки и чертежи Василия Баженова, Андрея Воронихина, Джакомо Кваренги, Монферрана, Бартоломео Растрелли, Антонио Ринальди, Штакеншнейдера и многих других.